# Visor Om Slutet
Albums de Finntroll
Jaktens Tid Nattfödd
Visor Om Slutet est un album de Folk metal du groupe Finntroll, sortie en 2003.

## Liste des morceaux

### En suédois
1. Suohengen Sija
2. Asfågelns Död
3. Försvinn Du Som Lyser
4. Veripuu
5. Under Varje Rot Och Sten
6. När Allt Blir Is
7. Den Sista Runans Dans
8. Rov
9. Madon Laulu
10. Svart Djup
11. Avgrunden Öppnas

### En français
1. Chez l'Esprit du Marais
2. La Mort du Vautour
3. Disparaître à Travers la Flamme
4. L'arbre de Sang
5. Sous Chaque Racine et Chaque Rocher
6. Quand Tout se Transforme en Glace
7. Danse du Dernier Licou
8. Proie
9. Chanson du Ver
10. Sombres Profondeurs
11. L'ouverture de l'Abysse

### En anglais
1. Swampspirit's Place
2. Vulture's Death
3. Vanish Thou The Shining
4. Bloodtree
5. Under Every Root And Stone
6. When Everything Turns Into Ice
7. Dance of the Last Halter
8. Prey
9. Worm's Song
10. Dark Depths
11. The Abyss Opens